# 常陽銀行

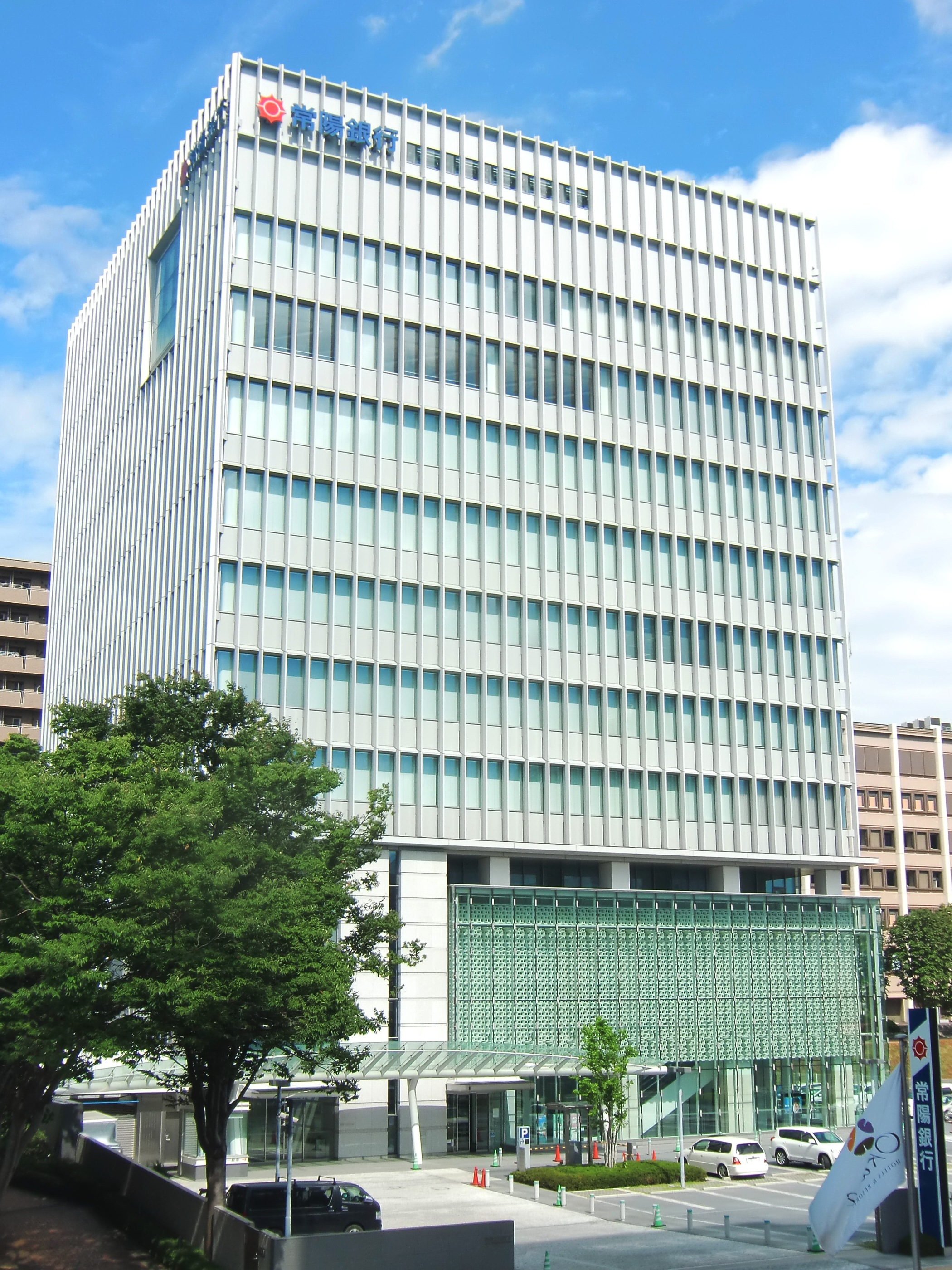
研究学園都市支店（茨城県つくば市）

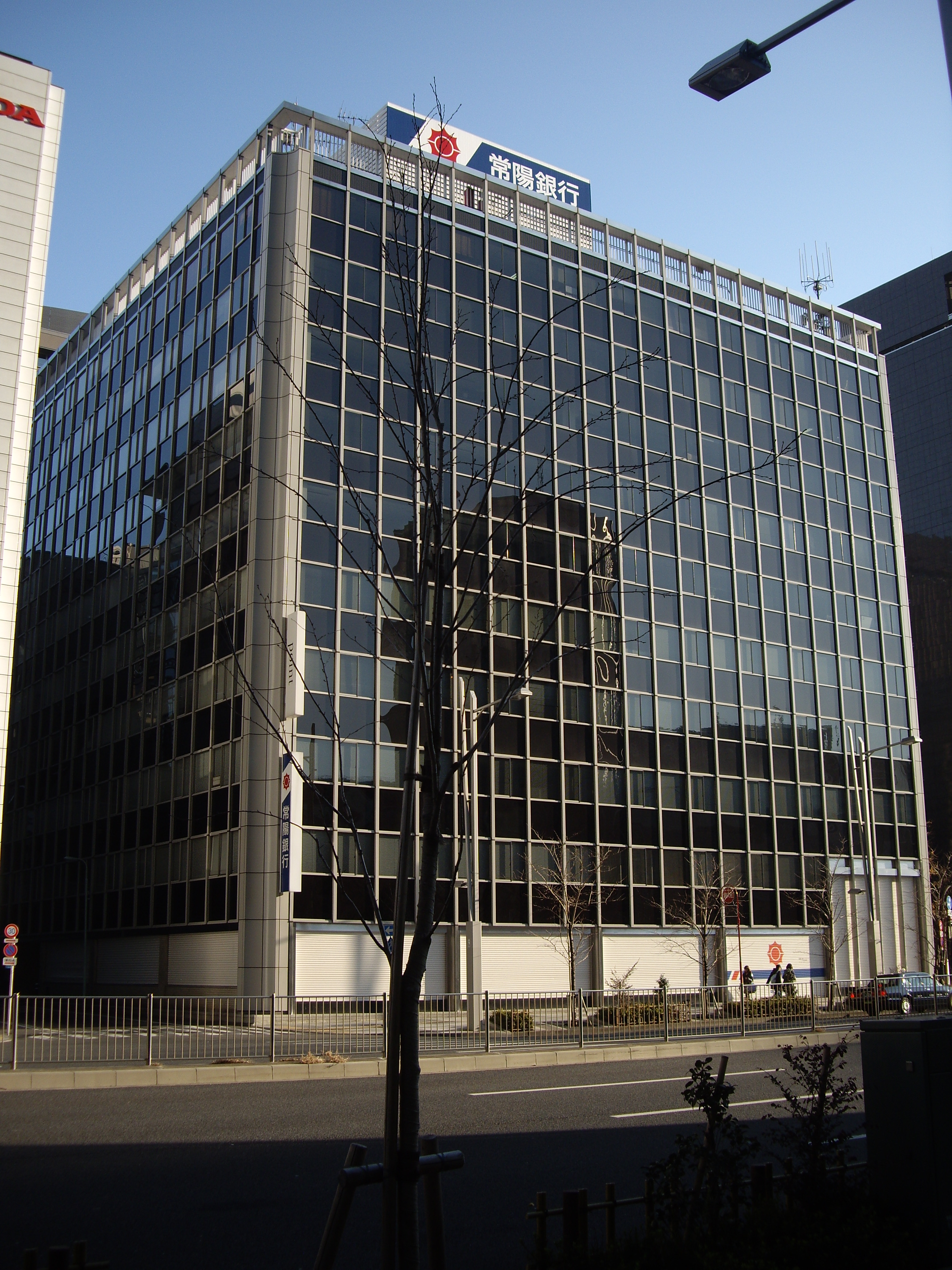
移転前の東京営業部（東京都中央区）

株式会社常陽銀行（じょうようぎんこう、英語: The Joyo Bank, Ltd.）は、茨城県水戸市に本店を置く地方銀行。
2016年10月1日付で めぶきフィナンシャルグループとの株式交換による完全子会社化により、傘下の足利銀行と経営統合した。

## 概要
茨城県の指定金融機関を受託している地方銀行で、預金・貸出金残高やメインバンク社数全国・都道府県シェアにおいて北関東三県に本店を置く銀行のうちトップの規模を誇る。行名の由来は、茨城県を構成する旧2国（常陸・下総）のうち旧国の全域が茨城県となっている旧常陸国の「常」の文字に、明るいという意味をこめて「陽」を付けた事による。また、常陽は常陸の異称でもある。名づけ親は初代頭取の亀山甚である。各支店には、同行のシンボルマークと、所在地の市町村章あるいは日本国旗が掲げられている。旧東京川崎財閥系列であり、その経緯から三菱UFJ銀行とは親密な関係にある。2008年（平成20年）、100%出資証券子会社（常陽証券株式会社）を設立した。
2016年10月1日に足利銀行の金融持株会社である足利ホールディングスと経営統合を実施。コンコルディア・フィナンシャルグループ、ふくおかフィナンシャルグループに次ぐ地銀界第3位の銀行グループとなった。経営統合後の金融持株会社の社名は「めぶきフィナンシャルグループ」となった。
常陽銀行は、1974年に日本で初めて教育ローンを導入した銀行としても知られている。
また、経済産業省によって2019年度から2024年度の健康経営優良法人に認定されている。

## 営業政策

### 店舗展開
本店を置く茨城県には猿島郡五霞町、稲敷郡河内町（河内町役場に店舗外ATMが存在）を除くすべての市町村に支店が置かれており、つくば市の研究学園都市支店や移転前の東京都中央区の東京営業部は本店を凌ぐ規模の建物を構えている。
現在、東京営業部はビルのワンフロアでATMの設置がない店舗となっている。
また、隣接する千葉県、埼玉県、栃木県、福島県のほか東京都、大阪府、宮城県にも支店を置くほか、海外駐在員事務所も擁している。

### 外貨現金
外貨現金の購入は、フリーダイヤルによる予約のみとなっている。またトラベラーズチェックの購入は、本店営業部・土浦支店・日立支店・下館支店・ひたちなか支店・研究学園都市支店の窓口のみだけとなっている。

## 沿革

### 旧五十銀行系
- 1878年（明治11年）
  - 2月7日 - 第五十国立銀行設立免許[2]。
  - 8月14日 - 第五十国立銀行開業免状下付[2]。
  - 9月9日 - 第五十国立銀行開業[2]。
- 1897年（明治30年）7月1日 - 国立銀行営業満期前特別処分法により私立銀行として営業継続、第五十国立銀行から土浦五十銀行に改組・改称[2]。

### 旧常磐銀行系
- 1878年（明治11年）
  - 3月1日 - 第六十二国立銀行設立免許を取得[2]。
  - 9月6日 - 第百四国立銀行開業免状が下付される[2]。
  - 10月14日 - 第六十二国立銀行開業免状が下付される[2]。
  - 10月25日 - 第六十二国立銀行開業[2]。
- 1897年（明治30年）10月 - 第百四国立銀行が国立銀行営業満期前特別処分法により私立銀行として営業継続、水戸百四銀行と改組・改称[2]。
- 1898年（明治31年）
  - 6月23日 - 第六十二国立銀行が国立銀行営業満期前特別処分法により私立銀行として満期前継続許可を取得[2]。
  - 10月1日：水戸六十二銀行と改組・改称[2]。
- 1907年（明治40年）7月3日 - 常磐銀行と改称[2]。
- 1914年（大正3年）11月3日 - 水戸百四銀行を合併引継完了[2]。

### 両行合併後
- 1935年（昭和10年）
  - 6月21日 - 常磐銀行と五十銀行の合併認可[2]。
  - 7月30日 - 常陽銀行創立総会を開催[2]。
  - 7月31日 - 常陽銀行開業[2]。
- 1939年（昭和14年）10月1日 - 三ツ輪銀行より営業譲受[2]。
- 1942年（昭和17年）3月1日 - 石岡銀行・猿田公益銀行より営業譲受[2]。
- 1945年（昭和20年）4月28日 - 茨城貯蓄銀行より営業譲受[2]。
- 1965年（昭和40年）6月 - 現本店ビル竣工。
- 1968年（昭和43年）4月 - 東京証券取引所市場第二部上場[8]。
- 1969年（昭和44年） - 東京証券取引所市場第一部に指定。
- 1973年（昭和48年）11月 - 全店オンラインシステム完成。
- 1978年（昭和53年）6月 - 第二次オンラインシステム稼働。
- 1982年（昭和57年）8月 - 常陽クレジットを設立[8]。
- 1994年（平成6年）1月 - 第三次オンラインシステム稼働。
- 1996年（平成8年） 
  - 5月 - 上海駐在員事務所開設。
  - 10月- 茨城中央信用組合と合併[8]。
- 2005年（平成17年）10月 - 銀行本体によるクレジットカード業務開始[8]。
- 2007年（平成19年）1月 - 地銀共同化システム稼動。
- 2008年（平成20年）11月 - 100%出資の証券子会社である常陽証券（現・めぶき証券）を設立。
- 2012年（平成24年）9月 - シンガポール駐在員事務所開設。
- 2014年（平成26年）10月 - ニューヨーク駐在員事務所開設。
- 2015年（平成27年）11月 - 足利ホールディングスとの経営統合を発表[18]。
- 2016年（平成28年）
  - 4月25日 足利ホールディングスと株式交換による経営統合について最終合意。統合後の社名を「めぶきフィナンシャルグループ」とすることも発表[5]。
  - 10月1日 株式交換により足利ホールディングスの完全子会社となる。同時に足利ホールディングスが商号変更により「めぶきフィナンシャルグループ」となる。
- 2017年（平成29年）
  - 4月3日 子会社であった株式会社常陽リースを、めぶきフィナンシャルグループの子会社とし、株式会社めぶきリースに商号変更[19]。
  - 10月2日 子会社であっためぶき証券株式会社を、めぶきフィナンシャルグループの子会社とする[20]。

## 関係会社
- 常陽コンピューターサービス株式会社
- 常陽信用保証株式会社
- 株式会社常陽クレジット
- 常陽ビジネスサービス株式会社
- 株式会社常陽産業研究所
- 常陽施設管理株式会社
- 常陽キャッシュサービス株式会社

## 関連財団
- 一般財団法人常陽地域研究センター
- 公益財団法人常陽藝文センター

## 情報処理システム
2003年、百十四銀行、十六銀行、南都銀行および三菱東京UFJ銀行(BTMU）、日本IBMと共に勘定系システムや情報系システムの共同化の検討、開発を開始した。これに基づき、2007年1月4日、常陽銀はBTMUのシステムを基に参加行の共通、個別ニーズを反映させた「地銀共同版システム」に移行している。同システムは地銀以外のシステムを基盤とした共同システムでは日本初のものとして稼働している。

## 自動機サービス

### 地域金融機関との提携
2008年（平成18年）8月4日からは、常陽銀行と武蔵野銀行・千葉銀行・東京都民銀行・横浜銀行の計4行と提携し、ATM出金手数料無料提携とATMによるカード振込手数料優遇提携を開始した。さらに同年11月10日からは、東邦銀行との相互間によるATM出金手数料無料提携も開始している。

### コンビニATM
コンビニエンスストアに設置されたATMは、現在、セブン銀行とイーネットでの利用が可能である。

## CM・広告

### イメージキャラクター
Jリーグ開幕当初より鹿島アントラーズのオフィシャルスポンサーであり、選手をイメージキャラクターとして起用している。また、水戸市をホームタウンとするJ2の水戸ホーリーホックのスポンサーも務めている。
イメージキャラクターを務めた鹿島アントラーズ選手一覧
- 古川昌明（1997年）
- 相馬直樹（1998年 - 2000年）
- 中田浩二（2001年 - 2004年）
- 小笠原満男（2005年 - 2006年）
- 内田篤人（2007年 - 2010年）
- 野沢拓也（2011年）
- 増田誓志（2012年）
- 曽ヶ端準、本山雅志、昌子源（2013年）
- 柴崎岳、 遠藤康（2014年 - )

### 常陽銀行ゲート
鹿島アントラーズのホームスタジアムである茨城県立カシマサッカースタジアムの第1ゲートの命名権を買い取り、2007年9月より「常陽銀行ゲート」としていたが、広告契約内容の変更に伴い、2013シーズン限りでこの呼称は廃止となった。
（2014シーズンからは「第1ゲート」に変更。）